# Sawyer Sweeten
Sawyer Storm Sweeten (* 12. Mai 1995 in Brownwood, Texas; † 23. April 2015 ebenda) war ein US-amerikanischer Schauspieler. Zusammen mit seinem Zwillingsbruder Sullivan trat er in Sitcoms und Filmen auf.

## Leben
Noch vor Ende seines ersten Lebensjahres begann er, von 1996 bis 2005 als Geoffrey Barone in der amerikanischen Sitcom Alle lieben Raymond mitzuspielen, während sein Zwillingsbruder Michael Barone und seine ältere Schwester, Madylin Sweeten, die etwas größere Rolle der Ally Barone spielten. Seine Familie zog dafür nach Riverside in Kalifornien um. Mit seinem Bruder erschien er 2000 auch in der Fernsehserie Even Stevens in der gemeinsamen Rolle als Milton. Die beiden waren außerdem 2002 in dem Film Frank McKlusky – Mann für besondere Fälle zu sehen und spielten dort beide den jungen Frank. Später lebte er in La Cañada Flintridge, wo er die High School besuchte. Sawyer Sweeten starb am 23. April 2015, kurz vor seinem 20. Geburtstag, durch Suizid mittels einer Schusswaffe.